# Eugène Trillaud
Eugène Henri Trillaud (* 13. November 1907 in Blois; † 2. Juni 1960 in Paris) war ein französischer Autorennfahrer.

## Karriere im Motorsport
Eugène Henri Trillaud, dessen Geburtsdatum auch mit dem Jahr 1906 angegeben wird, fuhr nach dem Ende des Ersten Weltkriegs Motorradrennen und betrieb gemeinsam mit Albert Divo in der 63 Avenue de Choisy, im 13. Pariser Arrondissement eine Automobilwerkstatt.
Er startete 1929 auf einem D’Yrsan beim 24-Stunden-Rennen von Le Mans. Der Grand Sport, dessen Steuer er sich mit seinem Landsmann Henri Lachuer teilte, fiel in der zweiten Rennstunde nach einem Motorschaden aus. Nach dem Ende des Zweiten Weltkriegs fuhr er einige Sportwagenrennen und beendete den Großen Preis von Belgien 1946 auf einem Delahaye 135CS als Fünfter.

## Statistik

### Le-Mans-Ergebnisse
| Jahr | Team              | Fahrzeug            | Teamkollege   | Platzierung | Ausfallgrund |
| ---- | ----------------- | ------------------- | ------------- | ----------- | ------------ |
| 1929 | Cyclecars D’Yrsan | D’Yrsan Grand Sport | Henri Lachuer | Ausfall     | Motorschaden |